# Franz Egon von Fürstenberg-Stammheim

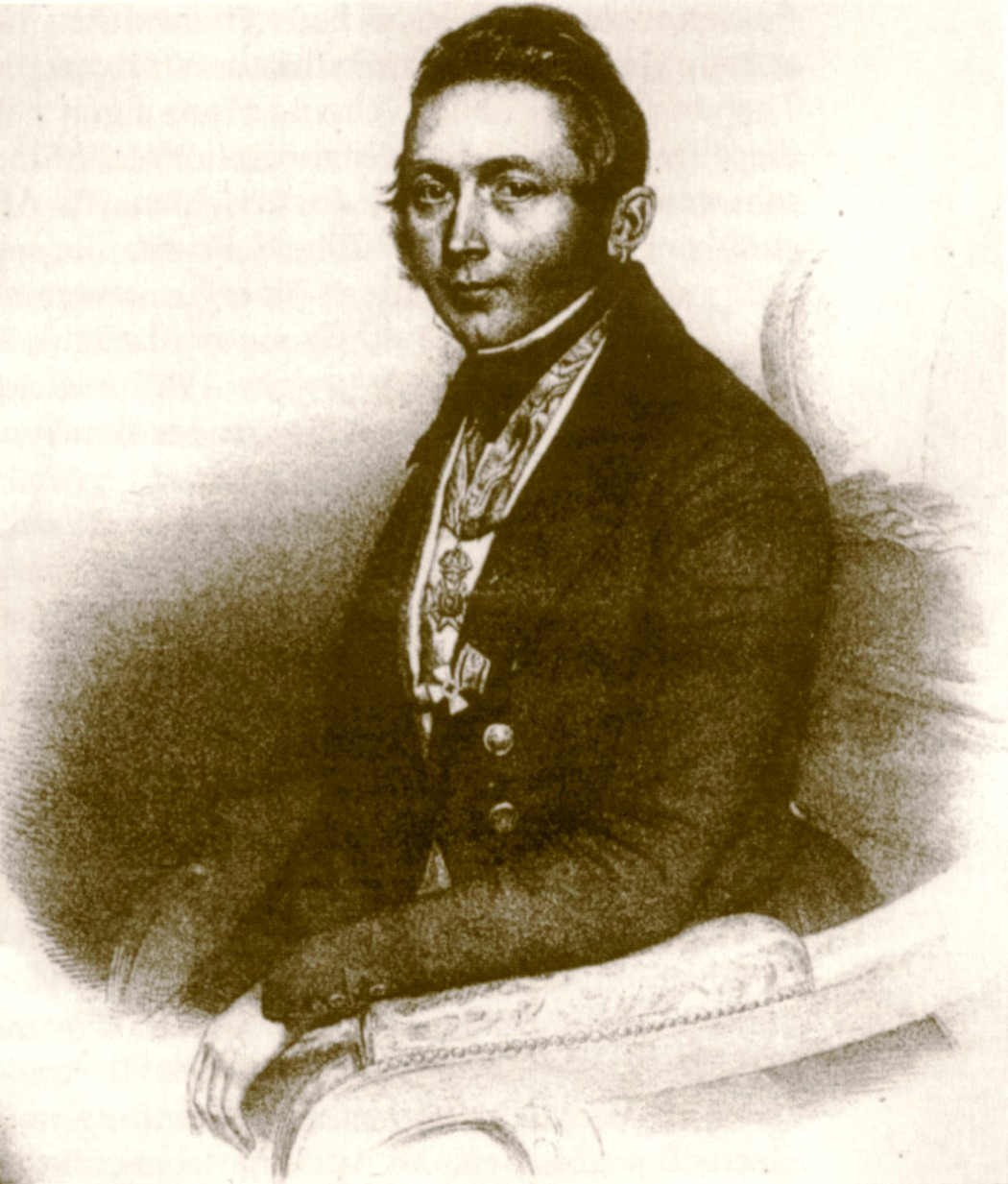
Franz Egon von Fürstenberg-Stammheim.

Franz Egon von Fürstenberg-Stammheim, född den 24 mars 1797 i Arnsberg, död  den 20 december 1859 i Köln, var en tysk greve och politiker. Han tillhörde den westfaliska adelsätten Fürstenberg.
Fürstenberg upphöjdes 1840 i grevligt stånd. Han är bekant som en varm vän av den kyrkliga konsten, bidrog verksamt till färdigbyggandet av Kölnerdomen och lät uppföra den mycket beundrade Apollinariskyrkan vid Remagen. Fürstenberg tillhörde den strängt katolska och politiskt konservativa riktningen. Som medlem av preussiska herrehuset tillhörde han det feodala partiet och kämpade i första rummet för den romersk-katolska kyrkans intressen. 